# Xenopus
Genre
Synonymes
- Dactylethra Cuvier, 1829
- Tremeropugus Smith, 1831
- Silurana Gray, 1864

Xenopus est un genre d'amphibiens de la famille des Pipidae.
Parmi de nombreuses espèces, la plus connue est Xenopus laevis, encore appelée Xénope commun ou Dactylètre du Cap. Elle est étudiée comme organisme modèle.

## Description
Les espèces de ce genre sont de petites grenouilles ternes dépourvues de langue. Leur corps est brunâtre dessus et rosâtre dessous. Les albinos sont naturellement rares. Les pattes postérieures sont musculeuses et palmées et leurs trois doigts se terminent par des griffes cornées.
Les femelles de X. laevis peuvent atteindre 120 à 140 mm et les mâles de 70 à 100 mm.

## Répartition
Les 29 espèces de ce genre se rencontrent originellement en Afrique subsaharienne avec une référence isolée dans le nord-est du Tchad.
Xenopus laevis a été introduite en Europe, en Amérique et en Indonésie. En France, il existe une population dans les Deux-Sèvres. En 1930 un laboratoire en a laissé échapper et elles se sont multipliées depuis. On peut ainsi en trouver dans les environs de Thouars.

## Habitat
Elles vivent dans des étangs et des mares. Comme le protoptère, elles peuvent s'enterrer dans la boue pour estiver.

## Éthologie
Ce sont des espèces aquatiques qui n'émergent que pour respirer. Leur odorat est bon. Les doigts des pattes antérieures et une ligne latérale leur assurent une bonne perception tactile. Ce sont de bons nageurs. Comme beaucoup d'amphibiens, elles synthétisent des substances leur permettant de lutter contre les maladies, telles des antibiotiques et des fongicides.

## Reproduction
Le cri du mâle ressemble à un cliquetis. Lors de l'accouplement, généralement nocturne, les ovules pondus par la femelle sont aussitôt fécondés par le mâle. Les parents peuvent manger leurs œufs ou leurs têtards, ce qui s'apparente à une situation de conflit générationnel semblable au conflit sexuel. Les femelles peuvent pondre pendant toute une journée entre 300 et 1 000 œufs de 1 à 1,3 mm de long chez Xenopus laevis. Selon les espèces, elles deviennent matures entre trois mois et deux ans.

## Élevage

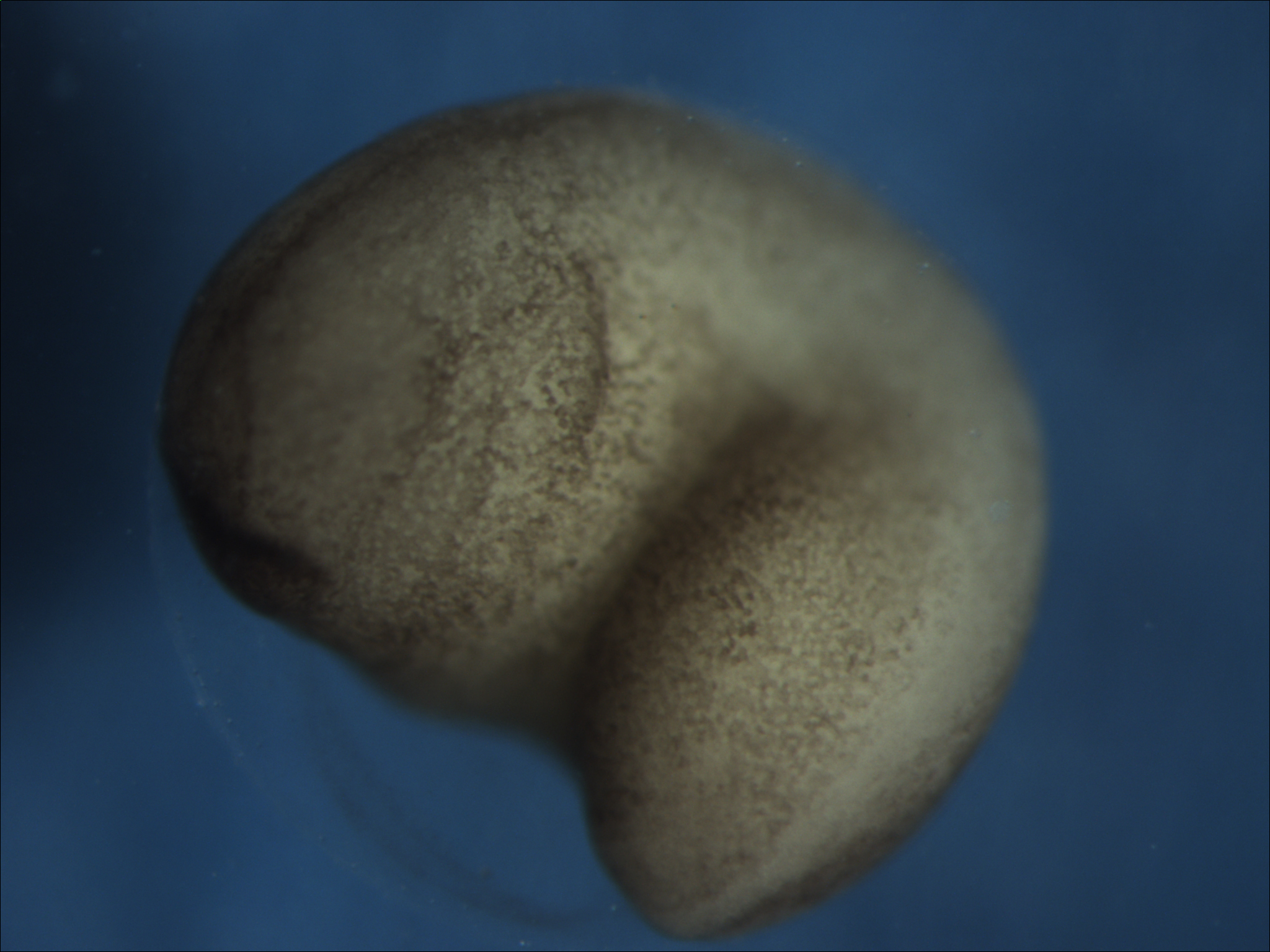
Un œuf au début du développement embryonnaire.

Xenopus laevis, organisme modèle qui a été le plus utilisé en biologie, étant allotétraploïde (36 chromosomes) et ayant un temps de génération de deux ans, tend à être délaissé au profit de Xenopus tropicalis, qui est diploïde (20 chromosomes) et se reproduit cinq fois plus rapidement.
Animaux de laboratoire mais aussi d'agrément, elles s'élèvent et se reproduisent facilement en aquarium. Elles nécessitent environ cinq litres par individu, une eau calme maintenue à environ 22 °C et dont la hauteur ne dépasse pas une trentaine de centimètres. Leur peau étant fragile, il faut éviter les matériaux coupants, tels que les roches à arêtes vives ou le gravier anguleux. La présence de végétaux n'est pas obligatoire et l'éclairage doit être tamisé. On peut les nourrir quotidiennement avec des aliments pour poissons, des morceaux de poisson, moule ou crevette, des chironomes, des daphnies, des gammares, des tubifex, etc.
L'espèce Xenopus laevis est abondamment utilisée dans les laboratoires de biologie pour étudier le développement embryonnaire, le cycle cellulaire (mitose et méiose) ainsi que les mécanismes mis en place par la cellule lorsque l'ADN est endommagé. Il a permis notamment l'identification et la caractérisation du moteur moléculaire permettant l'entrée en mitose, le MPF (M-phase promoting factor) ainsi que le rôle de l'aquaporine.
Lors de la méiose, deux divisions cellulaires successives se suivent sans réplication de l’ADN et conduisent à la production de cellules germinales haploïdes (ovocytes ou spermatozoïdes).
L’ovocyte de Xénope est une cellule polarisée présentant un hémisphère animal très pigmenté et un hémisphère végétatif dépigmenté (Figure 1).

## Maturation de l'ovocyte

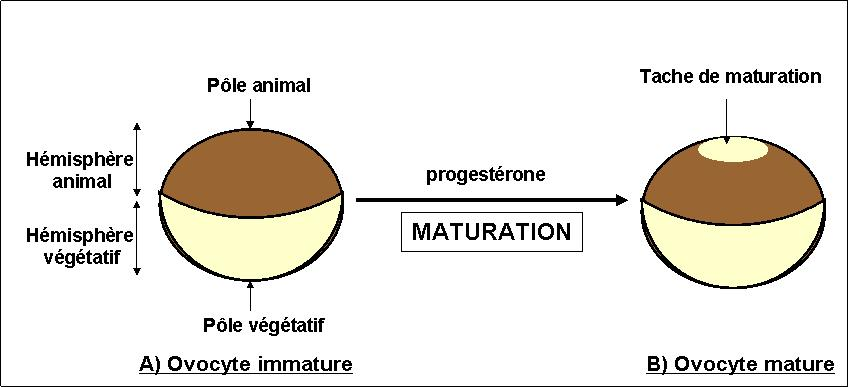
la maturation de l’ovocyte de Xénope. A) Ovocyte immature. B) Ovocyte matures présentant une tache de maturation au pôle animal.

Au cours de l’ovogenèse, qui peut être subdivisée en six stades appelés stades de Dumont, l’ovocyte accumule des réserves énergétiques (sucres, lipides…) et informatives (ARN, protéines). Au terme de sa croissance, l’ovocyte de stade VI ou ovocyte immature est bloqué en prophase de première division de méiose. Ce blocage est levé par la progestérone synthétisée par les cellules folliculaires environnantes. L’ovocyte entre alors dans le processus de maturation ovocytaire : il achève la première division de méiose, débute la deuxième jusqu’à un nouveau blocage qui survient en métaphase de deuxième division. Cet arrêt en métaphase II, caractéristique de l’ovocyte mature (figure 1B) sera levé par la fécondation. D’un point de vue morphologique, il est facile de différencier un ovocyte immature d’un ovocyte à maturité. En effet, la maturation s’accompagne de l’apparition d’une tache dépigmentée, appelée tache de maturation, au pôle animal de l’ovocyte. D’un point de vue moléculaire, la maturation est caractérisée par l’activation du MPF (M-phase Promoting Factor ; facteur universel d’entrée et de sortie de phase M) et de la voie p42 MAPK (Mitogen Activated Protein Kinase).

## Liste des espèces
Selon Amphibian Species of the World (11 juin 2017) :
- Xenopus allofraseri Evans, Carter, Greenbaum, Gvoždík, Kelley, McLaughlin, Pauwels, Portik, Stanley, Tinsley, Tobias, & Blackburn, 2015
- Xenopus amieti Kobel, du Pasquier, Fischberg, & Gloor, 1980
- Xenopus andrei Loumont, 1983
- Xenopus borealis Parker, 1936
- Xenopus boumbaensis Loumont, 1983
- Xenopus calcaratus Peters, 1875
- Xenopus clivii Peracca, 1898
- Xenopus epitropicalis Fischberg, Colombelli, & Picard, 1982
- Xenopus eysoole Evans, Carter, Greenbaum, Gvoždík, Kelley, McLaughlin, Pauwels, Portik, Stanley, Tinsley, Tobias, & Blackburn, 2015
- Xenopus fischbergi Evans, Carter, Greenbaum, Gvoždík, Kelley, McLaughlin, Pauwels, Portik, Stanley, Tinsley, Tobias, & Blackburn, 2015
- Xenopus fraseri Boulenger, 1905
- Xenopus gilli Rose & Hewitt, 1927
- Xenopus itombwensis Evans, Carter, Tobias, Kelley, Hanner, & Tinsley, 2008
- Xenopus kobeli Evans, Carter, Greenbaum, Gvoždík, Kelley, McLaughlin, Pauwels, Portik, Stanley, Tinsley, Tobias, & Blackburn, 2015
- Xenopus laevis (Daudin, 1802)
- Xenopus largeni Tinsley, 1995
- Xenopus lenduensis Evans, Greenbaum, Kusamba, Carter, Tobias, Mendel, & Kelley, 2011
- Xenopus longipes Loumont & Kobel, 1991
- Xenopus mellotropicalis Evans, Carter, Greenbaum, Gvoždík, Kelley, McLaughlin, Pauwels, Portik, Stanley, Tinsley, Tobias, & Blackburn, 2015
- Xenopus muelleri (Peters, 1844)
- Xenopus parafraseri Evans, Carter, Greenbaum, Gvoždík, Kelley, McLaughlin, Pauwels, Portik, Stanley, Tinsley, Tobias, & Blackburn, 2015
- Xenopus petersii Bocage, 1895
- Xenopus poweri Hewitt, 1927
- Xenopus pygmaeus Loumont, 1986
- Xenopus ruwenzoriensis Tymowska & Fischberg, 1973
- Xenopus tropicalis (Gray, 1864)
- Xenopus vestitus Laurent, 1972
- Xenopus victorianus Ahl, 1924
- Xenopus wittei Tinsley, Kobel, & Fischberg, 1979

## Publication originale
- Wagler, 1827 : I. Über das Leuchten einiger Batrachier. Isis von Oken, vol. 20, p. 726-728 (texte intégral).